# الوارو فیدالگو
الوارو فیدالگو (انگلیسی: Álvaro Fidalgo؛ زادهٔ ۹ آوریل ۱۹۹۷) بازیکن فوتبال اهل اسپانیا است.
وی همچنین در تیم‌های ملی فوتبال زیر ۱۶ سال اسپانیا و زیر ۱۷ سال اسپانیا بازی کرده‌است.